# 原产地命名控制
原产地命名控制（缩写：AOC）是法国的一个产品地理标志，用于标明生产、加工在同一地理区域、使用受认可技术进行的产品。
原产地命名控制标志保障农产品（葡萄酒、苹果酒、水果、蔬菜、奶酪、黄油、奶制品等等）的产地、品質、特性和生产者的制作工艺。
瑞士曾仿效法国建立类似标识，后在2013年转用欧盟原产地名称保护标签，仅葡萄酒继续使用AOC标签。意大利、西班牙、葡萄牙等地建立的类似标识则主要应用于葡萄酒上。

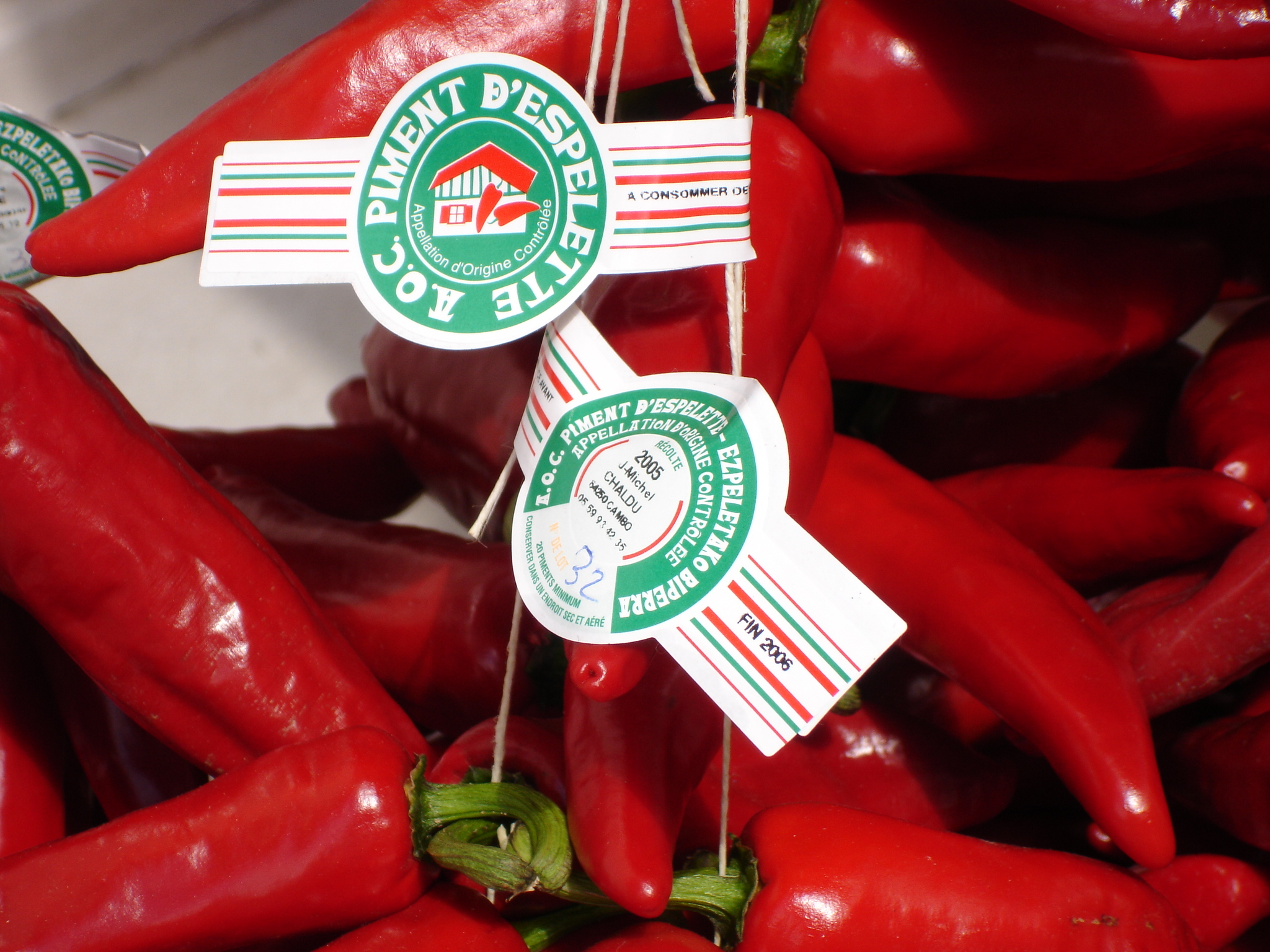
Espelette红椒（AOC产品）

### 识别产品
这些品质标志的目的是使对应的产品容易识别。比如说，法国的奶酪会在底座上用红色染料标明，或在标签或酪蛋白制的标牌上做上可识别的标志，标有数字编号以及检验机构。标牌的颜色分为两类：绿色代表农产品，红色代表奶制品。

## 历史
原产地命名控制（AOC）的来源可以追溯至15世纪。1410年，查理六世给罗克福奶酪颁发了特殊的证书。第一个现代的法令是于1919年3月6日通过的“原产地保护法令”，对于给定产品的生产地区做出了详细的规定。这个法令在之后又经过了多次修正。1935年，法国国家原产地命名与质量监控院(INAO)——法国农业部的一个下属机构——成立，用于管理葡萄酒的制造。1937年，在罗纳河谷酒区，拜伦·皮埃尔·勒华·伯叟马列，一个授业律师和葡萄酒种植者，成功地取得了“罗纳河谷产区”的原产地命名认证。20世纪50至70年代，AOC印章开始使用。1990年，法国国家原产地命名与质量监控院的工作范围扩大至其他的农产品。
原产地命名控制产区的范围相互差别很大。有时候，同一产区内的气候和土壤特征可有很大不同，比如说罗尔产酒区就覆盖了约40000公顷的土地；有时候产区却极小，比如说罗纳河谷产酒区内的格里耶堡产区（Château-Grillet），只有4公顷。

## 实例

### 法国葡萄酒酿酒业改革

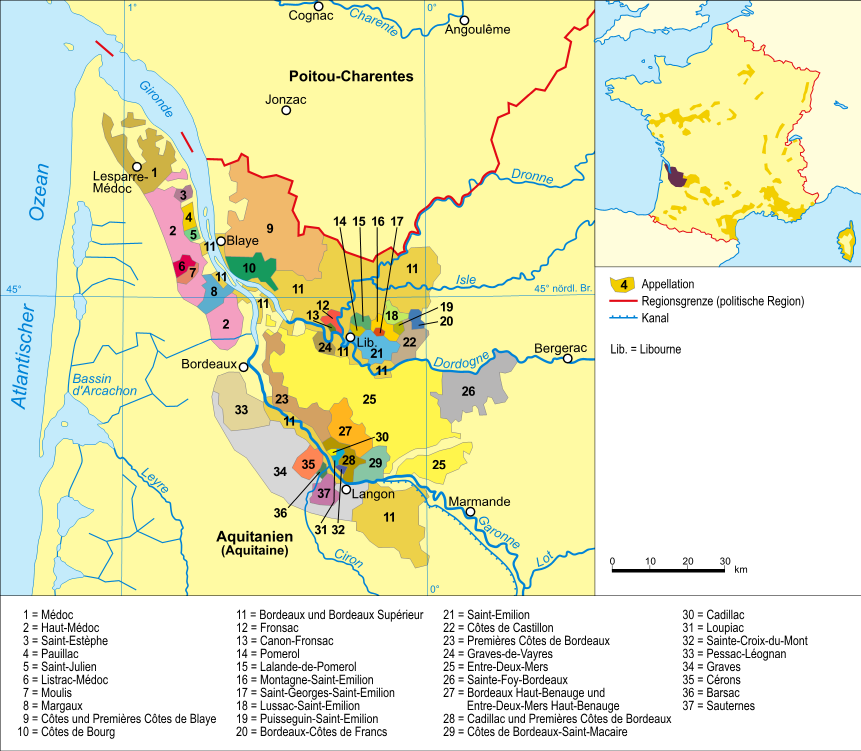
波尔多葡萄园地图

2004年7月，法国农业部长埃尔维·盖马在和来自国家葡萄酒跨行业管理局的各个专业机构的代表会见后，开始了关于葡萄酒酿酒业的改革。这次改革的原因，是法国葡萄酒行业历史上所遭遇的最大的危机。每个产区的销量都不可避免地大幅下滑，众多厂家甚至倒闭。
造成如今状况的原因有三条：外国葡萄酒品牌的竞争，世界经济环境的影响，以及最主要的，法国葡萄酒制造的极端复杂及海外宣传的不恰当。最好的酒常与最劣的并列而售，使得消费者在复杂的日常餐酒（vin de table）、各级地区餐酒（vin de pays）（行省级（départementale）、地区级（de zone）和地方级（régionale））、优良产区餐酒（AOVDQS）、法定产区餐酒（AOC）以及酒园级餐酒（Cru）之间手足无措。 
勒内·勒努，法国法定产区名称管理局（INAO）葡萄酒与酒精类饮料委员会主席，这次激进改革计划的制定者，声称：“如果我们自己不行动起来，市场就要替我们行动了，……错过的消费者自己不会再回来，（我们）只能生产最棒的葡萄酒，重新赢得他们的信赖。”2003年法国葡萄酒的出口量下降了百分之三，2004年第一季的销售额相对2003年下降了百分之七，销售量下降了百分之四点六。
新的分级制度主要围绕两大类产品：
1. 品质由产地和品种决定的产品，如AOC一样。
2. 能够满足各种等级的消费者，并能应对国际市场需求的产品。这种产品面对的竞争最为激烈。新的制度下葡萄酒将会通过葡萄品种和标识来鉴别，并容许造酒过程采用新的技术，比如橡木片的使用。

## 欧盟的统一努力
由于欧盟委员会希望对各种“官方品质标识”进行统一协调，地区性的标志将有产品地理标志（IGP）与之对应，法国原产地命名控制也有与之等价的欧洲原产地命名保护。2002年后，只有在登记进入产品地理标志或者欧洲原产地命名保护中以后，地区性标识和原产地命名控制才是有效的。 
在意大利，与法国原产地命名控制等价的概念是原产地名号控制（DOCG），在德国为特定产区餐酒（QbA），在西班牙为原产地名号（D.O.C） 。

## 魁北克的品质认证
现有的“受保护命名法例”始于1996年，并只用于认定一种命名：环保产品的命名。有机构提议创建新的品质认证，以及深入修改现有法律，创建新的管理机制来规范它们的使用。
改革的目标是确立四种新的命名：
- 产地认证产品，其特征与其出产地紧密相关；
- 高品质的农产品；
- 非工业化制造的手工艺品；
- 魁北克特定地区出产的产品，但其特征并非此地区独有。

## 參看
- 产品地理标志
- 原產地名稱保護
- 美國葡萄種植區

## 外部連結
- （法文） : 法国国家原产地命名与质量监控院(INAO)（页面存档备份，存于）
- 理解AOC制度[永久]
- Camembert AOC奶酪官方介绍
- 法国葡萄酒的原产地名称制度